# عائلة ليكوف

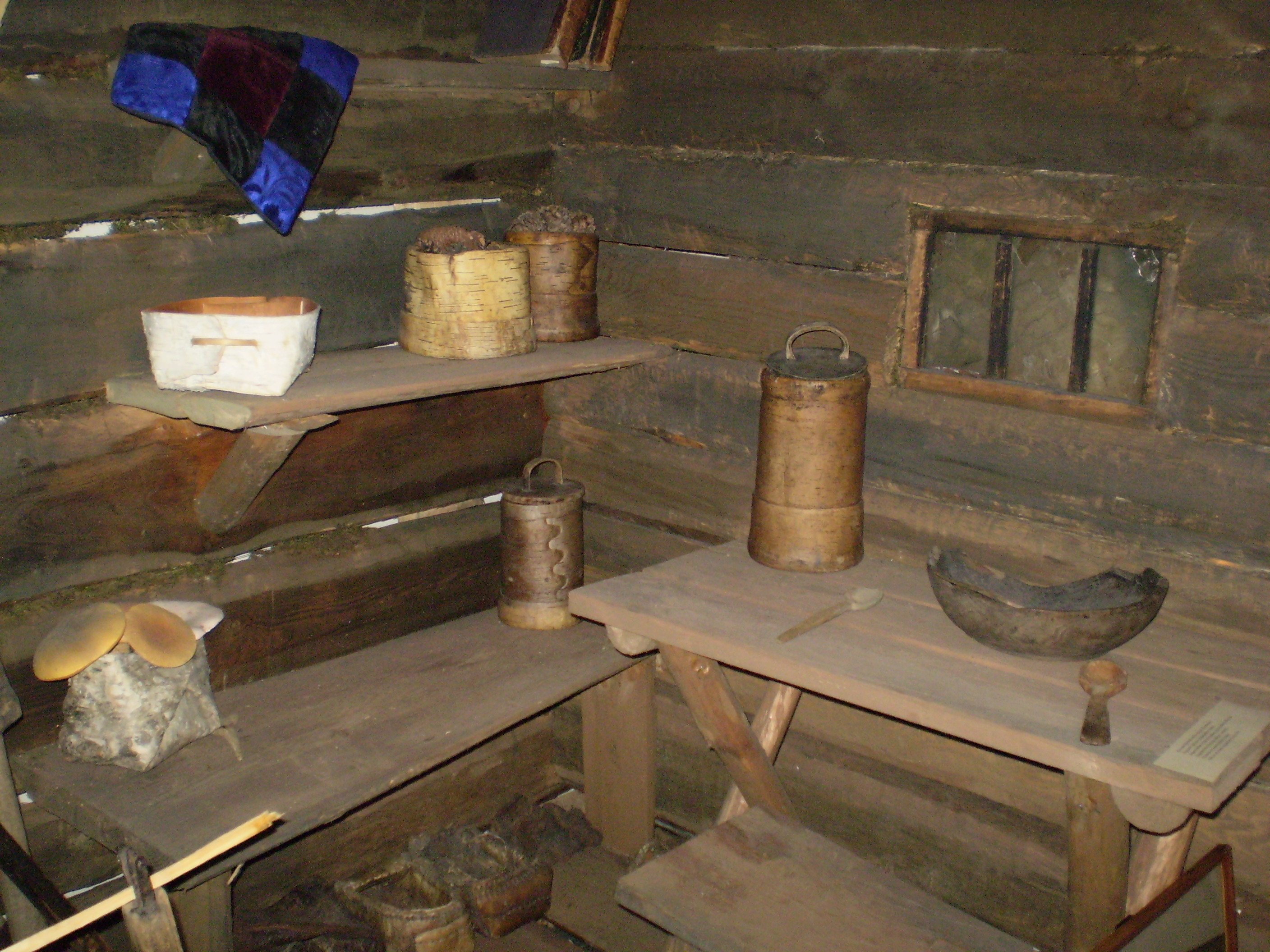
إعادة إنشاء داخل إحدى غرف كوخ عائلة ليكوف في متحف كراسنويارسك الأدبي.

عائلة ليكوف  (بالروسية: Лы́ковы) هي عائلة روسية من المؤمنين الأرثوذكس القدامى عرفت لإقامتها 40 سنة في عزلة تامة في غابة تايغا السيبيرية، تحديدا سلسلة جبال أباكان في خقاسيا وبدون أي اتصال مع البشر وذلك بين 1938 و1978. قصتهم رواها الصحفي فاسيلي بسكوف في كتاب نساك في التايغا. ولكن الاكتشاف يرجع لسنة 1987 عندما كانت مروحية هليكوبتر تقوم بمهمة مسح جيولوجي ولاحظ قائدها وجود هذه العائلة وكوخها في منطقة غير مأهولة وسط الغابة. الجيولوجيون حاولوا التواصل مع هذه العائلة إلا أنهم رفضوا مغادرة كوخهم.

## العائلة
الوالدين:
- كارب أوسيبوفيتش ليكوف (حوالي 1901 - 16 فبراير 1988) (بالروسية: Карп Лыков)
- أكولينا ليكوفا (؟ - 16 فبراير 1961).

الأبناء:
- سافان (حوالي 1927 - 1981).
- ناتاليا (حوالي 1934 - 1981).
- دميتري (1940 - 1981).
- أغافيا (1943).

## مؤلفات وبرامج

### كتب
- 1994: فاسيلي بسكوف، ضائع في التايغا: خمسين سنة من الكفاح لعائلة روسية من أجل البقاء والحرية الدينية في صحراء سيبيريا، 254 صفحة، Reprint (ردمك 0385472099)
- 1999: فاسيلي بسكوف، نساك في التايغا، 304 صفحة، Actes Sud. (ردمك 2742705465)
- 2009: فاسيلي بسكوف، أخبار من أغافيا، نساك في التايغا، 223 صفحة مع صور، Actes Sud. (ردمك 978-2-330-02279-2)

### مقالات
- 1982: عدة مقالات في صحيفة كومسومولسكايا برافدا (بالروسية: Комсомо́льская пра́вда) من قبل فاسيلي بسكوف.

### وثائقيات
- بعيدا: حياة أغافيا تايغا (بالإنجليزية: Far Out: Agafia's Taiga Life)‏ هو فيلم وثائقي حول أغافيا ليكوفا في السن 70.